# Civilization II
Sid Meier's Civilization II (abreujat: Civilization II o Civ2) és un videojoc d'estratègia per torns, llançat el 29 de febrer del 1996 per a PC, i posteriorment per a PlayStation i Mac OS. És la preqüela del joc Sid Meier's Civilization IV. El 2002, Atari rellançà el joc per als nous sistemes operatius, com Windows Me o Windows XP. La desenvolupadora fou MiroProse, dissenyat per Brian Reynolds, Douglas Caspian-Kaufman i Jeff Briggs, entre d'altres. La distribuïdora fou MicroProse i Atari.
Aquest joc va arribar de la mà de Sid Meier a la consola PlayStation i als PC amb una idea nova d'entre tots els jocs d'estratègia: començar una civilització des d'una tribu nòmada i portar-la a la cimera de la tecnologia, poder i economia. Un joc força llarg on s'ha de fer-hi investigació científica, defensa de ciutats, planejament d'atacs fins a sis civilitzacions més, treves, tractats de pau i aliances... Està dissenyat per ser executat en una finestra de Windows i amb una interfície amb millors gràfics que la versió anterior. Va introduir-se el concepte de "força d'atac". Mentre que per a Civilization, els càlculs quan existia un combat tenien en compte només el valor d'atac de cada tropa (en un càlcul probabilístic), a Civilization II hi ha un valor addicional que permet evitar que un càlcul d'un combat doni un resultat impossible en la vida real. Per exemple, era possible que una tropa falange (defensiva amb nivell 2) vencés un vaixell de guerra que l'ataqués per simple probabilitat. A Civilization II, la força d'atac de la segona feia això impossible.

## Requisits
Per a PC:
- CPU 486 a 33 MHz o equivalent
- 8 MB de memòria RAM
- Ranura per a CD-ROM 2x
- Controls: teclat i ratolí